# 퀴네길스
퀴네길스(고대 영어: Cynegils)는 611년부터 642년까지 서색슨인의 왕이었다. 퀴네길스는 전통적으로 웨식스의 왕으로 간주되지만, 소위 칠왕국이라 불릴만큼의 비슷한 왕국은 아직 그의 생애 동안 형성되지 않았다. 후기 웨식스 왕국은 햄프셔, 도싯, 서머싯 및 월트셔 카운티를 중심으로 이루어졌지만 앵글로색슨 연대기에 따르면 퀴네길스의 왕국이 템스강 상류에 위치하였고 북부 월트셔와 서머싯, 남부 글로스터셔까지 확장되었다고 한다. 옥스퍼드셔, 서부 버크셔, 도체스터-온-템스가 주요 왕실 유적지 중 하나로서, 이 지역은 아마도 서색슨족의 초기 부족 집단으로 알려진 게위세와 연관이 있을 것으로 추정된다.